# Damasittone
Nella mitologia greca, Damasittone fu re di Tebe. Era figlio di Ofelte, a sua volta figlio di Peneleo, che era stato egli stesso in passato reggente di Tebe.
Quando il precedente re tebano Autesione lasciò la città in ottemperanza a un oracolo, Damasittone fu designato suo successore. Egli fu poi padre di Tolomeo, che salì al trono dopo di lui.
Con l'ascesa al trono di Damasittone cambiò la famiglia regnante a Tebe: i sovrani non furono più i discendenti del fondatore Cadmo e di Edipo, ma di Peneleo. Tuttavia i primi ebbero modo di rifarsi, poiché i nipoti di Autesione, Euristene e Procle, furono coloro che diedero vita alle due case regnanti di Sparta.